# Wasserfall-Graph
Der Wasserfall-Graph ist ein Hilfsmittel beim Webdesign.
Er stellt dar, wie die einzelnen Objekte einer Webseite nacheinander geladen werden. Dabei wird auf der x-Achse die Zeit dargestellt, auf der y-Achse werden die Dokumente eingetragen, die zur vollständigen Darstellung der Webseite nacheinander geladen wurden.
Der Wasserfall-Graph ist eines der Hauptinstrumente zur Optimierung der Performance von Webseiten. Dazu gilt generell Folgendes: je weniger Elemente die Website enthält und je schneller diese ausgeliefert werden, desto besser.